# Balaton (Wodzisław Śląski)
Balaton – zbiornik wodny i ośrodek rekreacyjno-sportowy w Wodzisławiu Śląskim. Obiektem zarządza Miejski Ośrodek Sportu i Rekreacji Centrum w Wodzisławiu Śląskim.

## Położenie
Balaton znajduje się w ponad 50-hektarowym lesie miejskim na Grodzisku. Jest to atrakcyjne miejsce wypoczynkowo-rekreacyjne położone niedaleko centrum miasta. Nad Balaton można dotrzeć zarówno samochodem, jak i rowerem. Ośrodek wyposażony jest w wydzielony parking, a w pobliże zbiornika prowadzą również trasy rowerowe oraz leśne ścieżki piesze. W pobliżu zbiornika znajduje się leśniczówka oraz baszta rycerska.

## Wypoczynek

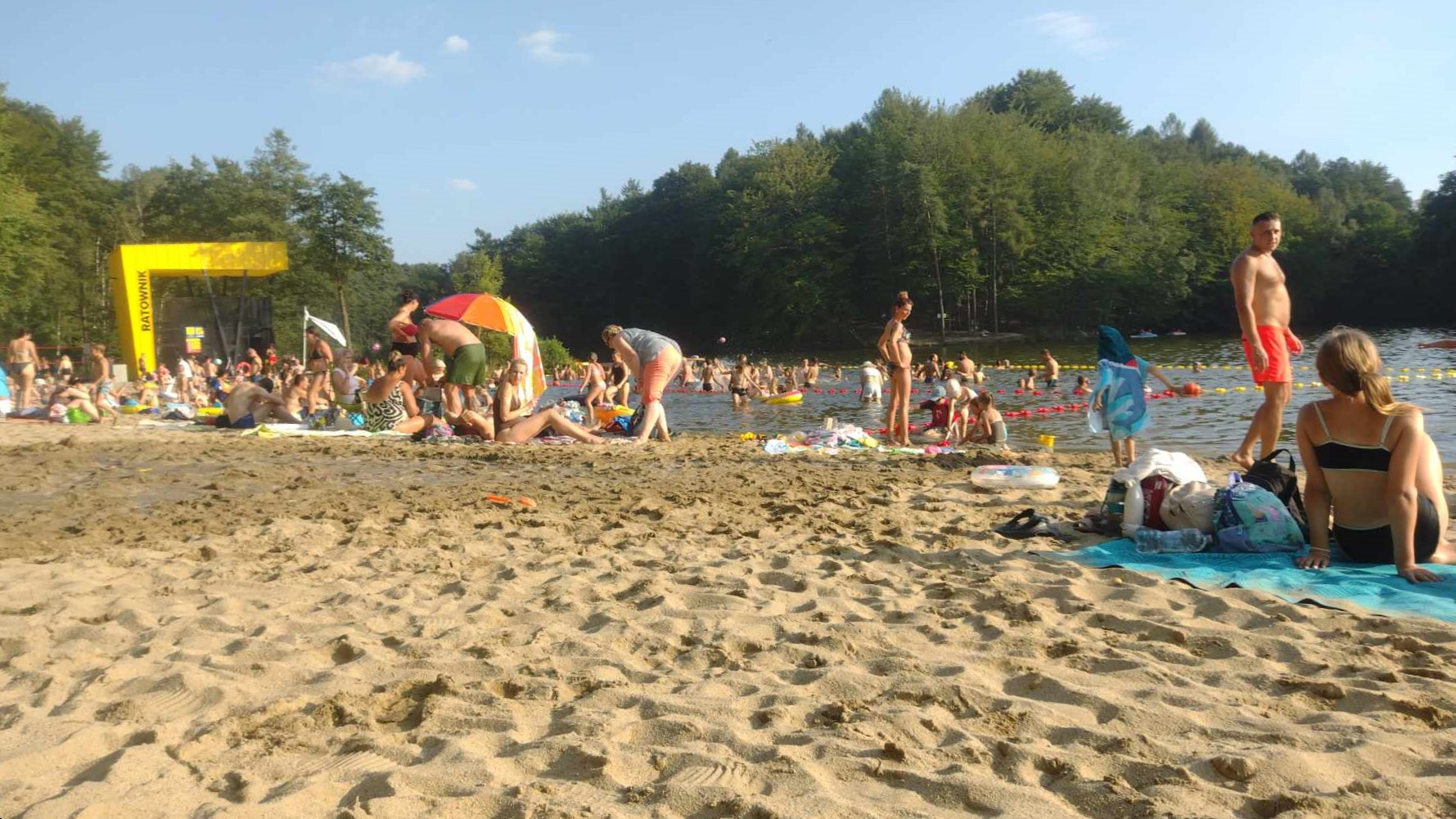
Plaża nad Balatonem

Zbiornik wodny ma wydzielone miejsce do kąpieli – piaszczystą plażę, a w okresie letnim jest strzeżony przez ratowników. Wejście na kąpielisko jest nieodpłatne. Balaton jest jednym z ulubionych miejsc letniego wypoczynku mieszkańców Wodzisławia Śląskiego i powiatu wodzisławskiego, jest również popularny wśród mieszkańców Rybnika i Jastrzębia-Zdroju.

### Atrakcje
Na terenie zalewu znajduje się przystań rowerków wodnych i kajaków. Teren ośrodka wyposażony został w urządzenia treningowe tworzące „PZU Trasę Zdrowia”. Zróżnicowany teren sprzyja bieganiu czy spacerom. Na Balatonie odbywają się imprezy sportowe i rekreacyjne, a najbardziej rozpoznawalną jest Błękitna Wstęga Balatonu. Dla wędkarzy stworzone zostały specjalne stanowiska. Latem jest prowadzona sprzedaż napojów i posiłków. W pobliżu działa też restauracja „Syrenka”. Ośrodek wyposażony jest w plażę o wymiarach ok. 120 × 20 m i molo długości 35 m. Latem dla wypoczywających działa również wodny plac zabaw. W 2016 do użytku oddano również plac zabaw w kształcie statku pirackiego, przeznaczony dla 30 dzieci. W 2020 na Balatonie pojawiła się rzeźba wodzisławskiego utopca Zeflika wykonana przez Piotra Solisa z Towarzystwa Miłośników Ziemi Wodzisławskiej.

## Historia
Początki „Ośrodka Sportów Wodnych w Wodzisławiu Śląskim”, bo tak brzmiała jego pierwsza oficjalna nazwa, sięgają lat 60. XX wieku. Ośrodek służył Klubowi Żeglarskiemu „Teliga” z Wodzisławia Śląskiego. Kąpielisko i przystań kajakową budowali pracownicy kopalni. Zaczął popadać w ruinę już w latach 80. XX wieku. Dopiero w XXI wieku ponownie przywraca mu się rolę miejsca rekreacji.